# Friedrich Vogel (Kupferstecher)

Friedrich Vogel

Johann Friedrich Vogel (* 17. Dezember 1829 in Ansbach, Königreich Bayern; † 13. Februar 1895 in München) war ein deutscher Kupferstecher.

## Leben
Vogel, Sohn eines Ansbacher Gärtners, zeigte früh ein Talent zum Zeichnen. Ein Versuch, ihn bereits im Kindesalter die Königliche Akademie der Bildenden Künste in München besuchen zu lassen, scheiterte. Ab 1845 erhielt er in Carl Mayers Kunstanstalt sowie beim Kupferstecher Albert Christoph Reindel in Nürnberg eine künstlerische Ausbildung, ab 1852 bei Lazarus Gottlieb Sichling in Leipzig. Nach weiterem Aufenthalt in Berlin ging er um 1856 nach Düsseldorf. An der Kunstakademie Düsseldorf ließ er sich von Joseph von Keller unterweisen. Blätter, die er in den 1860er Jahren in Düsseldorf schuf, begründeten seinen künstlerischen Ruf. Um 1858 legte er einen zweijährigen Aufenthalt in Paris ein. 1869, nach dreizehnjährigem Wirken in Düsseldorf, siedelte er nach München über, wo ihn die Kunstakademie 1873 zu ihrem Ehrenmitglied ernannte.

## Werke (Auswahl)
- Bei der jungen Witwe, 1862, nach Carl Johann Lasch (1865 ausgezeichnet mit einer goldenen Medaille des Salon de Paris)
- Spieler, 1868, nach Ludwig Knaus (1869 ausgezeichnet mit einer goldenen Medaille der Internationalen Kunstausstellung München)
- Seni vor Wallensteins Leiche, nach Carl Theodor von Piloty (im Auftrag des Kunstvereins für die Rheinlande und Westfalen, 1873 ausgezeichnet auf der Wiener Weltausstellung mit der „Medaille für Kunst“)
- Verstoßung der Anna Boleyn, nach Carl Theodor von Piloty (im Auftrag der Kunsthandlung Aumüller in München)
- Thusnelda im Triumphzug des Germanicus, nach Carl Theodor von Piloty
- Früchtekranz, nach Peter Paul Rubens
- Maria Louise de Tassis, nach Anthonis van Dyck
- Hl. Justina, nach Moretto da Brescia (im Auftrag des Vereins für vervielfältigende Kunst)
- Porträt des deutschen Kaisers Wilhelm II. in Gardehusaren-Uniform, nach Rudolf Wimmer
- Schwarzer Peter, nach Benjamin Vautier